# Polyommatus supracaerulea
Polyommatus supracaerulea är en fjärilsart som beskrevs av Charles Oberthür 1896. Polyommatus supracaerulea ingår i släktet Polyommatus och familjen juvelvingar. Inga underarter finns listade i Catalogue of Life.